# رادها سوامی

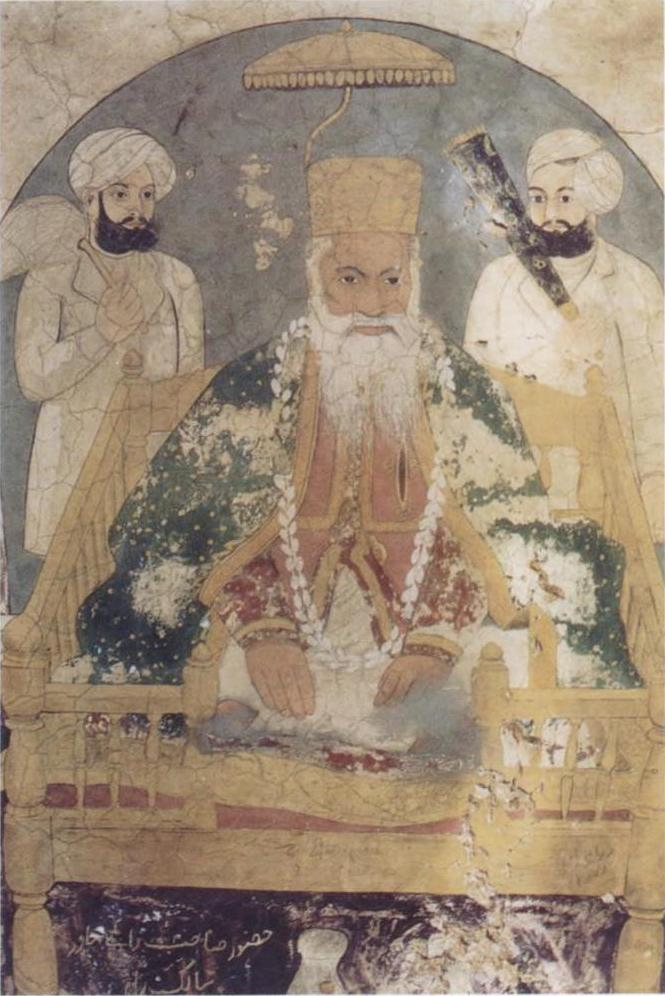
نقاشی دیواری از سالیگ رام، همچنین معروف به حضور مهاراج، دومین رهبر جنبش رادا سوامی (حضور صاحب رای بهادر سالیگ رام .. اگره واله). این نقاشی دیواری در مجموعه گورو رام رای دربار صاحب در دهرادون، اوتاراکند، هند واقع شده است.

رادها سوامی سازمانی فلسفی است که منشا آن در هند به قرن ۱۹ در هند برمی گردد و توسط پیروانش به عنوان روش درست نیل به شناخت خدا در نظر گرفته می‌شود. طریقت رادها سوامی همچنین به عنوان سانت مات، طریقت قدیسان شناخته می‌شود. کلمه رادها سوامی خودش در حقیقت ترکیبی از دو کلمه است: رادها(اشاره به روح یا جوهر روحانی، هر یک از افراد یا از کل) و سوامی(اشاره به استاد معنوی؛ هم ریشه اصطلاح سانسکریت سوامی swami یا svami)؛ کلمه ترکیبی که در نتیجه به "پروردگار روح " یا خدا اشاره می‌کند. همچنین می‌تواند به معنی "روح استاد" یا "استاد روح" که شاگردان را به سطوح بالاتر آگاهی هدایت می‌کند تفسیر شود.. همچون خواهر خوانده فرقه سانت ماتش، رادها سوامی برای اینکه مریدان به سطوح مطلوبی از پیشرفت معنوی دست یابند بر استفاده از گوش دادن برای دستیابی به صدای درونی(از طریق مانترا/ سیمران) همراه با وفاداری شخصی به استاد زنده تأکید می‌کند.
سوامی شیودایال سینگ ختری سیتی متعلق به طبقه ایی از تبار قبیله چورا(که به سوبلی مشهورند) در شهر آگرا، هند بود. او بر این امر که کسانی که از او پیروی می‌کنند بایستی غذای غیرگیاهی را ترک کند و از خوردن الکل و مسکرات بپرهیزد و به زندگی با معیارهای اخلاقی بالا ره یابند و بیش از دو ساعت به تمرین مراقبه سورات شابد یوگا در هر روز بپردازند.
در میانه دهه ۱۸۵۰ سوامی جی ماهاراج شاگردان انگشت شماری در شهر آگرای هند داشت. هر چند تعالیمش در نهایت شاگردانی را از سراسر هند جذب کرد و تا قبل از زمان مرگش در ۱۸۷۸ سوامی جی چند هزار شاگرد داشت. او در ۱۵ ژوئن ۱۸۷۸ در شهر آگرای هند رحلت کرد.
رادها جی همسر سوامی جی، رائی سالیگرام، سانموک داس، قریب داس، پارتاب سینگ(برادر جوان سوامی جی ) و بابا جایمال سینگ تنی چند از شاگردان برجسته اش هستند که در اطراف آن‌ها گروه‌های سات سانگ اختصاصی را تشکیل دادند. این انشعاب به انتشار تعالیم رادها سوامی به مخاطبان گسترده تری هر چند با تفاسیر متنوعی منجر شد.
بابا جایمال سینگ سات سانگش را بر سواحل رودخانه بیاس در پنجاب تأسیس کرد. و امروز این سات سانگ معروفترین رادها سوامی سات سانگ در سراسر جهان است. در حقیقت تعداد شاگردانش بیش از شاگردان بقیه سات سانگ‌ها در کنار هم است.
سات سانگ مرکزی در دیال باغ، شهر آگرا همچنین محل یک دانشگاه خصوصی، مؤسسه اموزشی دیال باغ دانشگاهی(۱۹۸۱) شناخته می‌شود که بخاطر آموزش علوم، مهندسی، تکنولوژی، علوم انسانی و الهیات و غیره با تأثیری از سیستم‌های علمی شناخته می‌شود.

## مدیتیشن معنوی
هسته تعالیم رادها سوامی براساس نوعی از ممارست معنوی که سورات شابد یوگا شناخته می‌شود است. شابد به جریان معنوی که در حین مراقبه می‌تواند به شکل نور و صوت درونی درک شود بر می گردد. یوگا به یکپارچگی ذات حقیقی مان(روح) از طریق گوش دادن درونی با تمرکز ذهنی متمرکز(سورات) بر یک صدای درونی(شابد) که سرچشمه از رادها سوامی وجود متعال می‌گیرد حفظ می‌شود.
پیش شرط‌هایی برای دستیابی به موفقیت در زمینه تمرین مراقبه عبارتند از یک رژیم گیاهی لاکتو(گیاهخواری که در آن شیر و محصولات لبنی مصرف می‌شود)، پرهیز از الکل و مسکرات و رعایت سبک زندگی پاک و اخلاقی.

## اصل و ریشه رادها سوامی سات سانگ پیپال ماندی شهر آگرا
- شیودایال سینگ(پارام پروش پوران سوامی جی ماهاراج)
- رائی سالیگرام(پارام پروش پوران دهانی هازور ماهاراج)
- رائی آجودها پراساد جی(پارام پروش پوران دهانی لالاجی ماهاراج)
- گورو پرساد جی(پارام پروش پوران دهانی کونوارجی ماهاراج)
- پروفسور آگام پراساد ماتهور(پارام پوجا داداجی ماهاراج)

## رادها سوامی سات سانگ، دیال باغ شهر آگرا
دفتر مرکزی در دیال باغ شهر آگرا در هند هم یک مرکز معنوی و هم به عنوان دانشگاهی با امکانات اجتماعی کافی همچون مجتمع‌های مسکونی، مدارس، بیمارستان، زمین‌های کشاورزی، شیربندی و غیره در محیطی سازگار با محیط زیست می‌باشد. پایه دیال باغ در قرن ۲۰ گذاشته شد. در ژانویه ۱۹۱۵ در روز جشن باسانت پانچامی با کاشتن درخت توتی نزدیک "مبارک کوان"(چشمه مقدس) توسط پارام گورو صاحیب جی ماهاراج تأسیس شد.
سالن‌ها و مجتمع‌هایی در مکان‌های دیگر(به عنوان شاخه‌هایی از آن ) ساخته شد همچنین در سراسر هند برای گردهمایی‌های معنوی و بدون تبلغ مجوز داده می‌شود.
شاخه‌ها و مراکز خارجی در ایالات متحده آمریکا، کانادا، بریتانیا، آلمان، سنگاپور، دبی، سری لانکا، نپال، و غیره فعال هستند و گروههایی از پیروان در سایر نقاط جهان همواره در کمک هستند.
کمک‌های مالی از افرد غیر عضو قبول نمی‌شود و از اعضای متشرف نیز به صورت کاملاً صوری و نه اجباری است.

## سات گوروهای قدیس معنوی رادها سوامی سات سانگ در دیال باغ
- Param Purush Purandhani Huzur Soamiji Maharaj, alias Radhasoami Sahab, Sri Shivdayal Singh (24 August 1818 to 15 June 1878 A.D.)
- Param Guru Huzur Maharaj (Rai Bahadur Saligram) (14 March 1829 to 06 Dec.1898)
- Param Guru Maharaj Sahab (Pt. Brahm Shankar Misra) (28 March 1861 to 12 Oct.1907)
- Param Guru Sarkar Sahab (Sri Kamta Prasad Sinha) (12 Dec.1871 to 07 Dec.191

3)
- Param Guru Sahabji Maharaj (Sir Anand Sarup Kt.) (06 Aug.1881 to 24 June 1937)
- Param Guru Mehtaji Maharaj (Rai Sahab Gurcharan Das Mehta) (20 Dec.1885 to 17 Feb.1975)
- Param Guru Dr. Lal Sahab (Dr. (Prof.) Makund Behari Lal) (31 Jan.1907 to 05 Dec.2002)[۸]

## رادها سوامی سات سانگ دینوید
رادها سوامی سات سانگ دینوید توسط پارام سانت تارچاند جی ماهاراج تأسیس شد. وی سفرهای بسیاری را به کشورهای اروپایی و آمریکا انجام داد که نتیجه این سفرها هزاران شاگرد در آمریکا، کانادا و خاورمیانه می‌باشد. گورو و استاد فعلی آن در دینوید داهام آشرام پارام سانت کانوار صاحیب جی می‌باشد. وی در 2 مارچ 1948 متولد شده‌است.

## ریشه‌شناسی گوروهای معنوی رادها سوامی سات سانگ دینوید
- 1st Guru: Param Sant Shiv Dayal Singh ji (Swami ji Maharaj)
- 2nd Guru: Param Sant Rai Bahadur Saligram Sahib ji (Hazur Maharaj ji)
- 3rd Guru: Param Sant Shiv Brat Lal Verman ji (Data Dayal Maharishi ji)
- 4th Guru: Param Sant Master Ram Singh ji Arman (Arman Saheb ji)
- 5th Guru: Param Sant Tarachand ji (Bade Maharaj ji)
- 6th Guru: Param Sant Kanwar Saheb ji (Haal Hazur Maharaj ji)[۹]

## رادها سوامی سات سانگ بیاس
هسته مرکزی ایده رادهای سوامی سات سانگ بیاس اعتقاد به هدف معنوی زندگی بشری است. تجربه الوهیت خدا که در همه ما ساکن است. از طریق تجربه این مفهوم که حقیقت را از این منظر بشناسیم که تنها یک خدا وجود دارد و همه ما تجلیاتی از عشقش هستیم.
رهبر فعلی رادها سوامی سات سانگ بیاس گروندر سینگ می‌باشد که همراه با خانواده اش در مرکز اصلی ان در بیاس زندگی می‌کند.

## ریشه‌شناسی گوروهای معنوی رادها سوامی سات سانگ بیاس
- Bābā Jaimal Singh Mahārāj - Master, 1884-1903.
- Hazur Bābā Sāwan Singh Mahārāj - Master, 1903-1948.
- Sardār Bahādur Jagat Singh Mahārāj - Master, 1948-1951.
- Mahārāj Charan Singh - Master, 1951-1990.
- Bābā Gurinder Singh Mahārāj - Master, 1990–present.[۱۰]

## ریشه‌شناسی گوروهای معنوی رادها سوامی سات سانگ تاران تاران
- Sant Seth Shiv Dayal Singh also known as (Swami Ji Maharaj). It was succeeded by
- Baba Jaimal Singh Ji The founder of Radha Soami Satsang Beas. Ministry lasted from 1884 to 1903.
- Baba Bagga Singh ji The founder of Radha Soami Satsang Taran Taran, Ministry lasted 1894 to 1944.
- Hazur Baba Deva Singh,The founder of Radha Soami Satsang Rajasthan, Ministry from 1944 to 1960
- Hazur Baba Desraj ji also known as The Great Master, Ministry began 1960 to present day.

## گوروهای معنوی رادها سوامی سات سانگ سعیدپور
- Sant Seth Shiv Dayal Singh also known as (Swami Ji Maharaj). It was succeeded by
- Baba Jaimal Singh Ji The founder of Radha Soami Satsang Beas. Ministry lasted from 1884 to 1903.
- Baba Sawan Singh Ji, also known as The Great Master, Ministry from 1903 to 1948.
- Baba Teja Singh Ji, founder of Dera Baba Teja Singh, Saidpur, Amritsar from 1948 to 1966
- His Holiness Hazur Maharaj Sant Rasila Ram Ji, Saidpur, Amritsar from 1966 to July 2011
- Hazur Baba Subash Chander Singh Ji, Saidpur, Amritsar from 01, August 2011 to till date

## مرکز تحقیقاتی علوم روح
مرکز تحقیقاتی علوم روح به عنوان نهادی خیریه ایی در دهلی نو هند ثبت شده‌است که هدف اصلی از آن ایجاد حس برادری و هماهنگی جمعی برای ارتقا معنوی بشریت است.
همچنین این مرکز به عنوان پست بین‌المللی جهت فروش کتاب برای رادها سوامی سات سانگ بیاس عمل می‌کند. نهادی غیرانتفاعی خیریه ایی، که در آن رادها سوامی سات سانگ بیاس در زمینه توسعه درونی تحت راهنمایی معلمی معنوی کتاب‌هایی منتشر می‌کند. مسیر غیر فرقه ایی است و شامل عمل مراقبه، پیروی از یک رژیم غذایی گیاهی، پرهیز از مسکرات و الکل و اتخاذ روشی از زندگی پاک و اخلاقی می‌باشد.

## مطالعات بیشتر
- Radha Soami Mat Prakash, Or: A Brief View of Radha Soami Faith : Being a Message of Eternal Peace and Joy to All Nations, by Huzur Maharaj. Published by Chandraprabha Press, 1896.
- Radhasoami Faith: A Historical Study, by A. P. Mathur. Published by Intl Book Distributors, 1974. ISBN 0-686-20296-1.
- Bhaktmal of the Radhasoami faith: being short biographical sketches of some past devotees of the Radhasoami faith, by S. D. Maheshwari. Published by Radhasoami Satsang, 1980.
- Indian Mysticism: Rigveda to Radhasoami Faith, by Madan Gopal Gupta. Published by M.G. Publishers, 1993. ISBN 81-85532-15-X.